# Dème de Filothéi (Árta)
Le dème de Filothéi, en grec moderne : Δήμος Φιλοθέης / Dímos Filothéis, est un ancien dème du district régional d'Árta, en Épire, Grèce. En 2010, il est fusionné au sein du dème d'Árta.
Selon le recensement de 2011, la population du dème compte 5 443 habitants.